# Trachyarus fuscipes
Trachyarus fuscipes là một loài tò vò trong họ Ichneumonidae.